# Borrans Reservoir
Das Borrans Reservoir ist ein Stausee im Lake District, Cumbria, England.
Das Borrans Reservoir liegt nördlich von Troutbeck Bridge und östlich des Dubbs Reservoir. Der Dubbs Beck bildet seinen Zufluss im Westen und seinen Abfluss im Süden.
Das Reservoir wurde in den 1880er Jahren angelegt, um Wasser für Betriebe im Lauf des River Gowan verkaufen zu können. Dann diente es der Wasserversorgung von Windermere; es wird mittlerweile aber nicht mehr kommerziell genutzt.